# 庫爾特維爾 (加利福尼亞州)
庫爾特維爾（英語：Coulterville）是位於美國加利福尼亞州馬里波薩縣的一個人口普查指定地區。

## 地理
庫爾特維爾的座標為37°42′38″N 120°11′53″W / 37.71056°N 120.19806°W，而該地最高點為海拔高度518米（即1699英尺）。

## 人口
根據2010年美國人口普查的數據，庫爾特維爾的面積為10.919平方千米，當中陸地面積為10.917平方千米，而水域面積為0.002平方千米。當地共有人口201人，而人口密度為每平方千米18人。